# كين دونكان (مصور أمريكي)
كين دونكان (بالإنجليزية: Kenn Duncan)‏ هو مصور أمريكي، ولد في 22 سبتمبر 1928، وتوفي في 27 يوليو 1986 في نيويورك في الولايات المتحدة.

## وصلات خارجية
- كين دونكان على موقع قاعدة بيانات برودواي على الإنترنت (الإنجليزية)